# Марія Тюдор, королева Англії, друга дружина Філіпа II
«Марія Тюдор, королева Англії, друга дружина Філіпа II» (ісп. María Tudor, reina de Inglaterra, segunda mujer de Felipe II) — картина нідерландського живописця Антоніса Мора. Створена у 1554 році. Зберігається у Музеї Прадо в Мадриді (інв. ном. P2108).

## Опис
Марія Тюдор, донька Генріха VIII і Катерини Арагонської, отримала вишукану освіту. Переметії батьківського правління перешкоджали її сходженню на престол до 1553 року, коли помер її зведений брат Едуард VI, який помер без спадкоємців. Повернувшись після коронування до католицької віри, Марія Тюдор почала жорстоко переслідувати протестантів, чим заслужила прізвисько «Марія Кривава». Вона була заручена зі своїм кузеном, імператором Карлом V, але в 37 років все ще залишалась неодруженою і в 1554 році уклала шлюбний договір з принцом Астурійським, майбутнім Філіпом II. У цей рік Мор ван Дасхорт був посланий імператором в Лондон писати портрет, що нині зберігається в Прадо.
На цьому безсумнівному шедеврі художник зобразив королеву в три чверті, що прямо сидить в кріслі. В руці в неї троянда — емблема роду Тюдорів, а підвіска на шиї — подарунок чоловіка. У тонкому опрацюванні обличчя королеви відчувається вплив німецького художника Ганса Гольбейна.
Картина була вручена художником Карлу V, який вивіз її в свою останню резиденцію в Юсте.